# Katrin Hoffmann (Bühnenbildnerin)
Katrin Hoffmann (* 1967 in Hamburg) ist eine deutsche Bühnenbildnerin, Szenenbildnerin und Kostümbildnerin.

## Leben und Wirken
Katrin Hoffmann studierte an der Hochschule für angewandte Wissenschaften in Hamburg Kostümbild in der Klasse von Dirk von Bodisco. Seit 1995 arbeitet sie als Bühnenbildnerin und Kostümbildnerin an Theater- und Opernhäusern im In- und Ausland. Im deutschsprachigen Raum war sie unter anderem an den Theatern Hamburger Schauspielhaus, der Berliner Schaubühne am Lehniner Platz, dem Maxim Gorki Theater, dem Schauspielhaus Zürich, Schauspiel Frankfurt, dem Wiener Burgtheater und den Salzburger Festspielen tätig. Ihre Arbeit als Szenen- und Bühnenbildnerin führte sie unter anderem auch an das Dramaten in Stockholm, das Festival von Avignon, nach Oslo an das Nationaltheatret und das Theater National de Strasbourg. Außerdem entwarf sie Bühnenbilder für die Wiener Staatsoper, die Hamburgische Staatsoper, die Berliner Staatsoper unter den Linden, die Bayerische Staatsoper sowie die Opera Nomori in Tokio. Seit 2015 unterrichtet Katrin Hoffmann als Gastprofessorin, unter anderem an der Shanghai Theatre Academy.
Mit dem Regisseur und Autor Falk Richter verbindet sie seit 1996 eine kontinuierliche Zusammenarbeit. Außerdem hat sie mit Regisseuren und Choreografen Anouk van Dijk, Niklaus Helbling, Tom Kühnel, Elke Lang, Stanislas Norday, Nikolas Stemann, Christian Schlüter, Sandra Strunz und Nir de Volff gearbeitet.
Katrin Ullmann schrieb in einem Porträt für das Goethe-Institut:

„Katrin Hoffmanns Bühnenbilder leisten die schwierige Balance zwischen objekthafter Autonomie und theatralischer Bespielbarkeit.“

## Werke (Auswahl)
- 1995: Deutsches Schauspielhaus Hamburg: Sergi Belbel: Nach dem Regen, Regie: Elke Lang
- 1995: Kampnagelfabrik Hamburg: Gerardjan Rijnders: Silikon, Regie: Falk Richter
- 1997: Thalia Theater: Hans im Glück: Bertolt Brecht, Regie: Christian Schlüter
- 1999: Kampnagelfabrik Hamburg: Falk Richter: Nothing Hurts, Regie: Falk Richter, Choreografie.: Anouk van Dijk
- 1999: Schauspielakademie Zürich: R.M. Lenz, Waldbruder Mauskröten, Regie: Christian Schlüter/Niklaus Helbling
- 2000: Schauspielhaus Hamburg: Oscar van Woensel: Wer, Regie: Falk Richter
- 2001: Schauspielhaus Zürich: Jon Fosse: Die Nacht singt &ihre Lieder, Regie: Falk Richter
- 2001: Schaubühne Berlin/Schauspielhaus Zürich: Sarah Kane: Psychose 4.41, Regie Falk Richter
- 2002: Deutsches Schauspielhaus Hamburg: Henrik Ibsen: Hedda Gabler, Regie: Sandra Strunz
- 2002: Theater Basel: Ingmar Bergman: Szenen einer Ehe, Regie: Tom Kühnel
- 2003: Bayerische Staatsoper München: Roland Schimmelpfennig, Jörg Widmann: Das Gesicht im Spiegel, Regie: Falk Richter
- 2003: Deutsches Theater Berlin: Heinrich von Kleist: Das Käthchen von Heilbronn, Regie: Nicolas Stemann
- 2004: Theater Basel: Aischylos: Die Orestie, Regie: Tom Kühnel
- 2005: Deutsches Theater Berlin: Heinrich von Kleist: Die Herrmannsschlacht, Regie: Tom Kühnel
- 2005: Burgtheater Wien: Oscar Wilde, Elfriede Jelinek: Bunbury, Regie: Falk Richter
- 2006: Theater Basel: nach Harun Farocki: Schöpfer der Einkaufswelten, Regie: Tom Kühnel
- 2006: Nationaltheater Oslo, Bergen Festival: Jon Fosse: Skuggar, Regie: Falk Richter
- 2007: Schaubühne am Lehniner Platz: Anton Tschechow: Drei Schwestern, Regie: Falk Richter
- 2008: Tokyo Opera Nomori, Wiener Staatsoper: Peter Tschaikowsky: Eugen Onegin, Regie: Falk Richter
- 2009: Schauspielhaus Zürich: Reto Finger: Vorstellungen und Instinkte, Regie: Sandra Strunz
- 2009: Schaubühne am Lehniner Platz: Falk Richter: Trust, Regie: Falk Richter, Choreografie Anouk van Dijk
- 2010: Schaubühne am Lehniner Platz: Falk Richter: Protect me, Regie: Falk Richter, Choreografie: Anouk van Dijk
- 2010: Festival von Avignon: Falk Richter: My secret garden, Regie: Falk Richter, Stanislas Norday
- 2011: Düsseldorfer Schauspielhaus: Michel Houellebecq: Karte und Gebiet, Regie: Falk Richter
- 2012: Schaubühne am Lehniner Platz: Falk Richter: „For The Disconnected Child“ von Falk Richter, UA Staatsoper Berlin/Schaubühne Berlin (Regie: Falk Richter)
- 2013: Maxim Gorki Theater: Falk Richter: Small Town Boy, Regie: Falk Richter
- 2014: Schauspiel Frankfurt : Falk Richter: Zwei Uhr Nachts, Regie: Falk Richter
- 2015: Theatre National de Strasbourg, Theatre Vidy, La Colline: Falk Richter: Je suis Fassbinder, Regie: Stanislas Norday
- 2016: Staatstheater Hannover: William Shakespeare: Timon von Athen, Regie: Tom Kühnel
- 2017: Deutsches Schauspielhaus Hamburg: Elfriede Jelinek: Am Königsweg, Regie: Falk Richter[1][2][3]
- 2018: Dramaten, Stockholm, Falk Richter: Safe, Regie: Falk Richter
- 2018: Deutsches Schauspielhaus Hamburg: David Bowie, Enda Walsh: Lazarus, Musical, Regie: Falk Richter
- 2019: Deutsches Schauspielhaus Hamburg: Michel Houellebecq: Serotonin, Regie: Falk Richter[4]
- 2020: Münchner Kammerspiele: Falk Richter: Touch, Regie: Falk Richter, Anouk v. Dijk
- 2021: Deutsches Schauspielhaus Hamburg: Edouard Louis: Die Freiheit einer Frau, Regie: Falk Richter
- 2022: Theatre National de Strasbourg, Theatre MC 93, Paris: Falk Richter: The Silence, Regie: Falk Richter

## Auszeichnung
- 2021: Primetime-Emmy-Verleihung: Auszeichnung für die Besten historischen Kostüme mit Gina Krauss, Gabriele Binder, Nanrose Buchmann und Sparka Lee Hall für die Folge Endspiel der Miniserie Das Damengambit[5]